# Houstonia (roślina)
Houstonia (Houstonia Gronov.) – rodzaj roślin z rodziny marzanowatych. Obejmuje 24 gatunki. Rośliny te występują w Ameryce Północnej od Meksyku na południu po Kanadę. Poza zasięgiem rodzaju są tereny na zachód od Gór Skalistych i północna część kontynentu znajdująca się pod wpływem klimatu chłodnego.
Houstonia błękitna H. caerulea jest uprawiana jako roślina ozdobna, także w Polsce.

## Morfologia
PokrójRośliny roczne i byliny. Pędy prosto wzniesione lub płożące, osiągające od kilku cm do ponad 0,5 m wysokości. Łodygi są obłe lub kanciaste na przekroju, cienkie lub tęgie, u niektórych bylin drewniejące u nasady.
LiścieNaprzeciwległe, u H. acerosa w okółkach po trzy lub cztery. Blaszki równowąskie do szerokojajowatych. Przylistki są łuskowate i białawe, o długości od 0,5 do 4 mm.
KwiatyZebrane w groniaste i wierzchotkowe kwiatostany na szczytach pędów lub wyrastających w kątach liści. Kwiaty wyrastają na długich szypułkach, rzadziej są krótkoszypułkowe. Kielich w postaci czterech lancetowatych lub jajowatych działek o długości do 8 mm osadzonych na skraju hypancjum. Korona jest lejkowata z rozpostartymi końcami łatek, zwykle niewielka (poniżej 1 cm długości), ale u H. rubra osiąga do 4 cm. Cztery łatki (rzadko zdarza się ich inna liczba) na końcach są lancetowate do jajowatych. Kolor mają zazwyczaj biały do niebieskiego, rzadziej fioletowy lub różowy, przy czym zwykle wokół gardzieli znajdują się żółte, czerwone lub czerwonobrązowe plamki. Pręciki są cztery, z pylnikami siedzącymi lub osadzonymi na nitkach. Zalążnia jest dwu-, rzadko trójkomorowa, zwieńczona białawą, zielonkawą lub czerwonawą, cienką szyjką słupka i rozwidlonym znamieniem.
OwoceDwukomorowe, kulistawe i zwykle bocznie spłaszczone torebki, zwykle o średnicy od 1 do 4 mm, zawierające od kilku do kilkudziesięciu nasion.

## Systematyka
Pozycja systematyczna
Rodzaj z rodziny marzanowatych (Rubiaceae), a w jej obrębie zaliczany jest do podrodziny Rubioideae i plemienia Spermacoceae. 
Wykaz gatunków
- Houstonia acerosa (A.Gray) Benth. & Hook.f.
- Houstonia caerulea L. – houstonia błękitna[5]
- Houstonia canadensis Willd.
- Houstonia correllii (W.H.Lewis) Terrell
- Houstonia croftiae Britton & Rusby
- Houstonia humifusa (Engelm. ex A.Gray) A.Gray
- Houstonia longifolia Gaertn.
- Houstonia macvaughii (Terrell) Govaerts ex Borhidi
- Houstonia micrantha (Shinners) Terrell
- Houstonia ouachitana (E.B.Sm.) Terrell
- Houstonia palmeri A.Gray
- Houstonia parviflora Holz. ex Greenm.
- Houstonia procumbens (Walter ex J.F.Gmel.) Standl.
- Houstonia prostrata Brandegee
- Houstonia purpurea L.
- Houstonia pusilla Schoepf
- Houstonia rosea (Raf.) Terrell
- Houstonia rubra Cav.
- Houstonia serpyllifolia Michx.
- Houstonia sharpii Terrell
- Houstonia spellenbergii (G.L.Nesom & Vorobik) Terrell
- Houstonia subviscosa (C.Wright ex A.Gray) A.Gray
- Houstonia teretifolia Terrell
- Houstonia wrightii A.Gray